# Скіпальська Галина Богданівна
Гали́на Богда́нівна Скіпа́льська (нар. 18 грудня 1974, Львів, УРСР) — українська громадська діячка, експертка у сфері протидії ґендерно-зумовленому насильству, профілактики ВІЛ/СНІДу, розвитку послуг для жінок вразливих груп. Обіймає посаду директорки представництва міжнародної організації «HealthRight International» (Право на здоров'я) в Україні та виконавчої директорки БФ «Українська фундація громадського здоров'я».

## Життєпис
У 1991 році закінчила Львівську середню школу № 18 із золотою медаллю. Того ж року вступила до Львівського національного університету імені Івана Франка на факультет прикладної математики та інформатики. У 1996 році отримала диплом з відзнакою за спеціальністю «математик». Продовжила навчання в аспірантурі Львівського інституту інформаційної інфраструктури (1997-2001).
З січня по вересень 2002 як стипендіат Австрійського уряду, Шведського уряду стажувалась у Міжнародному Інституті прикладного системного аналізу (м. Відень, Австрія), працювала над дисертаційною роботою за темою «Математичне моделювання кругообігу вуглецю». У червні — серпні 2004 за цією темою завершила наукову працю в рамках стипендії UNESCO / Keizo Obuchi Research Fellowships Programme у Технічному інституті (м. Бельсько-Бяла, Польща).
Отримала диплом магістра з відзнакою за спеціальністю «Публічне управління та адміністрування» у Київському міжнародному університеті. З 2020 навчається в аспірантурі на кафедрі соціальної роботи Київського столичного університету ім. Бориса Грінченка. Як аспірантка Кафедри соціальної педагогіки та соціальної роботи, захистила дисертацію на тему «Соціальна підтримка жінок, які постраждали від домашнього насильства, громадськими та благодійними організаціями» і здобула науковий ступінь доктора філософії.

### Кар'єра
З 2000 по 2002 рік працювала науковим співробітником у Львівському інституті інформаційної інфраструктури, займаючись математичним моделюванням екологічних проблем.
У 2002 році розпочала свою діяльність у громадському секторі, обійнявши посаду виконавчої директорки Благодійного фонду «Галицький аптекар». Керувала та впроваджувала проєкти, спрямовані на покращення сфери охорони здоров'я, з особливим акцентом на допомозі вразливим групам населення.
З 2005 року — менеджерка зі зв'язків із громадськістю представництва благодійної організації «Кожній дитині» в Україні, проєкту ЄС «Розвиток інтегрованих соціальних служб».
З 2006 по 2008 рік — координаторка USAID проєктів МАМА+ «Профілактика відмов від дітей, народжених ВІЛ-позитивними матерями».
З 2008 року очолює українське представництво «HealthRight International» (Право на здоров'я), що займається питаннями громадського здоров'я та прав людини. Також є виконавчою директоркою Міжнародного благодійного фонду «Українська фундація громадського здоров'я», заснованого «HealthRight International».

### Діяльність у«HealthRight International» в Україні
На чолі «HealthRight International» (Право на здоров'я) в Україні реалізує численні проєкти, спрямовані на допомогу постраждалим від насильства, торгівлі людьми, ВІЛ-інфекції та інших соціальних проблем. З початком війни в Україні організація розширила свою діяльність, надаючи допомогу внутрішньо переміщеним особам та постраждалим від конфлікту.
У 2014 році запустила напрямок надання психологічної допомоги ветеранам АТО/ООС, колишнім полоненим та членам їх родин у проєкті «Клініка з прав людини». З початком повномасштабної війни у 2022 році колектив під її керівництвом розпочав роботу з допомоги внутрішньо переміщеним жінкам та дітям, а також постраждалим від ґендерно зумовленого та сексуального насильства, пов'язаного з війною.
Серед реалізованих ініціатив на чолі «HealthRight International» в Україні:
- Мережа дитячих центрів «МаленькіВеликі» для родин вимушених переселенців у Вінницькій, Закарпатській та Львівській областях[6].
- Проєкт «Створення центрів комплексного реагування та надання підтримки постраждалим від ГЗН: інтеграція базової допомоги постраждалим на Сході та Півдні України» (Brave&Safe)[7].

### Діяльність у БФ «Українська фундація громадського здоров'я»
На посаді виконавчої директорки БФ «Українська фундація громадського здоров'я» координує запровадження в Україні методик соціальної роботи з жінками, дітьми та молоддю у складних життєвих обставинах.
Серед реалізованих проєктів Фундації:
- Центр допомоги жінкам «Право на здоров'я» у Києві, де надають соціально-психологічні послуги, аутріч-послуги, тестування на ВІЛ та захворювання підліткам і жінкам із груп ризику;
- Проєкти з протидії насильству щодо дівчат та жінок, в складі яких діють 49 мобільних бригад соціально-психологічної допомоги та працюють 9 притулків для жінок, постраждалих від насильства, та 4 денні центри (спільно з Міністерством соціальної політики України, за фінансової підтримки UNFPA, з 2012 року);
- Соціальна квартира[9] для вагітних жінок та молодих матерів з дітьми у м. Києві — місце тимчасового притулку та реабілітації для жінок у складних життєвих обставинах задля запобігання відмови від дітей, убезпечення від домашнього насильства[10].

З 2018 року розпочала проєкт із підтримки та розвитку підліткового здоров'я «SupportMe». Взяла участь у робочій групі Міністерства охорони здоров’я України із напрацювання змін до законодавства для полегшення підліткам із 14 років доступу до інформації про власне здоров'я та вибору лікаря та медичних послуг без обов'язкової присутності і згоди батьків чи інших законних представників.
З початком повномасштабного збройного російського вторгнення в Україну у 2022 році займалася питаннями дитячої безпеки, фізичного або сексуального насильства, знущань. Брала участь у створенні платформи «SafeWomenHUB» для допомоги та підвищення обізнаності щодо сексуального насильства, експлуатації та торгівлі людьми. Загалом, на базі очолюваних Галиною організацій діють 82 мобільні команди психо-соціальної допомоги постраждалим від війни.
У 2022 році силами Фундації за підтримки представництва Дитячого фонду ООН (ЮНІСЕФ) було створено перші Центри захисту та соціально-психологічної підтримки для дітей, які постраждали або стали свідками насильства за моделлю «Барнахус» (від barna hús — у перекладі з ісландської мови «будинок для дітей»). Станом на 2023 рік, в Україні вже створено та працюють 12 центрів «Барнахус».

## Громадська активність
З 2008 року здійснює активну громадську діяльність щодо захисту прав та покращення якості життя дівчат, жінок та дітей, які опинилися у складних життєвих обставинах через насильство, збройний конфлікт, безпритульність та бідність. У 2018, 2019, 2020 та 2023 виступала на сесіях Комісії ООН з питань становища жінок, яка проходила у Нью-Йорку. 
Є членкинею низки громадських рад та організацій, зокрема – громадської ради при Міністерстві соціальної політики України, Міністерстві охорони здоров'я України, громадської ради МФО «Рівні можливості». З 2019 – членкиня Громадської спілки «Коаліція Реанімаційний пакет реформ».
Директор проєктів СНІД-Фонд Елтона Джона, UN Women, UNICEF, UNFPA, очільниця секції з ратифікації Стамбульської конвенції, член Консультативної ради ООН жінки в Європі та Центральній Азії, засновник Ради Української мережі захисту дитини.

### Нагороди та визнання
- 2013 — «Майстер соціальної роботи» від Київської міської державної адміністрації
- 2022 — «Благодійна Україна 2021»: 2 місце у номінації «Менеджер року у сфері доброчинності»[20]
- 2023 — Нагорода «Voices of Courage» («Голоси Хоробрості») від Жіночої комісії у справах біженців (Нью-Йорк)[21][22][23]
- 2023 — почесна грамота за співпрацю з Офісом Омбудсмана України[24]

### Інтерв'ю
- «Врятувати підлітка! Депутатів просять полегшити підліткам доступ до медичних послуг» — стаття у «Дзеркалі тижня»
- Інтерв'ю телеканалі РАДА про законопроєкт № 2684 щодо полегшення доступу підлітків з 14 років до інформації про власне здоров'я та медичних послуг
- «16 днів проти насильства» — інтерв'ю на телеканалі Еспресо
- «Ще один тест для кандидатів у президенти» — колонка на «Українській правді»
- Репортаж телеканалу «Київ» про Соціальну квартиру
- Репортаж телеканалу СТБ, програми «Вікна-новини» про візити на Соціальну квартиру посла Швеції в Україні Мартіна Хагстрьома
- Як допомогти звільненим з полону — програма Українського радіо
- Як допомагають постраждалим від домашнього насильства в Україні і скільки це коштує — стаття на «Українській правді»
- Через АТО та напруження в суспільстві випадків гендерного насильства стає все більше — програма на Громадському радіо
- Насильство в сім'ї: де шукати допомогу? — програма 5-го каналу

## Публікації
За портфоліо аспіранта:
- Robbins, C., Zapata, L., Kissin, D., Shevchenko, N., Yorick, R., Skipalska, H., Finnerty, E., Ornstein, T., Marchbanks, P., Jamieson, D., Hillis, S. (2010). Multicity HIV seroprevalence in street youth, Ukraine. International Journal of STD & AIDS, 21(7), July 2010, pp. 489-96.
- Zapata, L., Kissin, D., Robbins, C., Finnerty, E., Skipalska, H., Yorick, R., Jamieson, D., Marchbanks, P., Hillis, S. (2010). Multi-city assessment of lifetime pregnancy involvement among street youth, Ukraine. American Journal of Epidemiology, June 2010, In: 43rd Annual Meeting of the Society-for-Epidemiologic-Research, Volume: 171
- Бєлякова А. В., Боголюбова О. М., Воробйовський О. В. та ін. Посібник з методики міждисциплінарного ведення випадку при роботі з безпритульними, бездоглядними дітьми: посіб. / за заг. ред. Г. Б. Скіпальської. Київ: Старт-98, 2010. 68 с.
- Журавель Т. В., Лях В. В., Лях Т. Л., Скіпальська Г. Б. Сходинки: просвітницько-профілактичні тренінгові заняття з підлітками: навч.-метод. посіб. / за наук. ред. І. Д. Звєрєвої. Київ: Видавничій дім «Калита», 2010. 164 с.
- Hillis, S., Zapata, L., Robbins, C., Kissin, D., Skipalska, H., Yorick, R., Finnerty, E., Marchbanks, P., Jamieson, D. (2011). HIV seroprevalence among orphaned and homeless youth: no place like home. AIDS (London, England), 26(1), pp. 105-10.
- Yorick, R., Skipalska, H., Suvorova, S., Sukovatova, O., Zakharov, K., Hodgdon, S. (2012). HIV Prevention and Rehabilitation Models for Women Who Inject Drugs in Russia and Ukraine . Advances in preventive medicine [online, 05 December 2012, 2012:316871.] [Архівовано 21 травня 2014 у Wayback Machine.]
- Yorick, R., Skipalska, H., Grytsaienko, N., Hodgdon, S. (2012). Targeted, gender-sensitive support for street girls: linking the most vulnerable to care. In: XIX International AIDS Conference, Washington, DC, July 2012
- Tripathi, V., King, E., Finnerty, E., Koshovska-Kostenko, N., Skipalska, H. (2013). Routine HIV counseling and testing during antenatal care in Ukraine: A qualitative study of the experiences and perspectives of pregnant women and antenatal care providers. AIDS Care[online, 25(6), January 2013.]
- Бондаровська В. М., Скіпальська Г. Б. та ін. Запобігання насильству в сім'ї у діяльності фахівців соціальної сфери: навч.-метод. посіб. / за заг. ред. В. М. Бондаровської, Т. В. Журавель, Ю. В. Пилипас. Київ: Видавничий дім «Калита», 2014. 282 с. ISBN 978-617-7152-14-8
- Веретенко Т. Г., Єсипенко О. М. та ін. Сходинки здоров'я для батьків: просвітницько-профілактична тренінгова програма: навч.-метод. посіб. / за заг. ред. Т. Л. Лях, Г. Б. Скіпальської. Київ: Видавничий дім «Калита», 2015. 156 с.
- Nerlander, L., Zapata, L., Yorick, R., Skipalska, H., Smith, R., Kissin, D., Jamieson, D., Vitek, C., Hillis, S. (2015). Behaviors Associated with a Risk of HIV Transmission From HIV-Positive Street Youth to Non–Street Youth in Ukraine. Sexually transmitted diseases, 42(9), September 2015, pp. 513-20.
- Бордіян Я. І., Журавель Т. В., Кулаковська О. Л., Скіпальська Г. Б. та ін. Попередження домашнього насильства щодо дівчат та жінок у м. Києві: модель, особливості, перспективи: посіб. Київ: Видавничий дім «Калита», 2017. 98 с.
- Брусенко О. Л., Журавель Т. В., Лях Т. Л. та ін. Сходинки до здоров'я: просвітницько-профілактична програма тренінгових занять: навч.-метод. посіб. / за ред. Т. В. Журавель., Т. В. Лях, Г. Б. Скіпальської Київ: Видавничий дім «Калита», 2017. 232 с.
- Dauria, E., Tolou-Shams, M., Skipalska, H., Hodgdon, S. (2018). Outcomes of the «STEPS» HIV prevention training program for young males in the penitentiary institution, Ukraine. International Journal of Prisoner Health [online. 14(2):00-00, April 2018.][Архівовано 26 листопада 2015 у Wayback Machine.] Halyna Skipalska · Sara Hodgdon// International Journal of Prisoner Health 14(2):00-00 · April 2018
- Федорович Н. В., Скіпальська Г. Б., Краснолобова І. та ін. Створення та забезпечення діяльності притулків для осіб, постраждалих від домашнього насильства: метод. посіб. Київ: Видавничий дім «Калита», 2019. 176 с.
- Федорович Н. В., Скіпальська Г. Б., Цвєткова Н. М. Забезпечення діяльності мобільних бригад соціально-психологічної допомоги як спеціалізованих служб підтримки постраждалих осіб від домашнього насильства: метод. посіб. / за ред. Г. Б. Скіпальської, О. О. Кочемировської, Н. М. Цвєткової. Київ: 2020. 190 с.
- Демченко І., Булига Н., Савенко О., Скіпальська Г., Брагінська О. Питання підліткового здоров'я у медичній реформі: адвокаційний звіт. Київ: 2021. 28 с.
- Скіпальська Г. Б., Цвєткова Н. М., Файдюк О. В. Методичні рекомендації щодо діяльності мобільних бригад соціально-психологічної допомоги учасникам бойових дій АТО/ООС та членам їх родин: посіб. Київ: Видавництво КІМ, 2021. 28 с.
- Скіпальська Г., Лях Т., Клішевич Н. Аналіз зарубіжних практик протидії домашньому насильству в період пандемії COVID-19. Науковий вісник Ужгородського університету. 2021. № 2 (49). С. 192—197.
- Лях Т., Лехолетова М., Скіпальська Г. Аналіз запитів населення щодо отримання соціально-психологічної допомоги та підтримки в умовах COVID-19. Вісник Київського національного університету імені Тараса Шевченка. Соціальна робота. 2021. № 1(7). С. 22–28. ISSN 2616-7778
- Скіпальська Г. Б., Лях Т. Л., Клішевич Н. А. Жінки, які постраждали від насильства, як об'єкт соціальної роботи. Ввічливість. Humanitas. 2021. № 5. С. 82–89.
- Capasso, A., Skipalska H., Chakrabarti, U., Guttmacher, S., Navario, P., and Castillo, T. P. (2021). Patterns of Gender-Based Violence in Conflict-Affected Ukraine: A Descriptive Analysis of Internally Displaced and Local Women Receiving Psychosocial Services. Journal of Interpersonal Violence [online, 29 December 2021]
- Capasso, A., Skipalska H., Guttmacher, S., Tikhonovsky, N. G., Navario, P., and Castillo, T. P. (2021). Factors associated with experiencing sexual violence among female gender-based violence survivors in conflict-afflicted eastern Ukraine. BMC Public Health [online. 789 (2021), 24 April 2021.]
- Capasso, A., Skipalska, H., Nadal, J., Zamostian, P., Kompaniiets, O., Navario, P., and Theresa, P. Castillo, T.P. (2022). Lessons from the field: Recommendations for gender-based violence prevention and treatment for displaced women in conflict-affected Ukraine. Lancet Regional Health — Europe 2022 [online, 06 May 2022.]
- Rushwan S., Skipalska H., Capasso A., Navario P., Castillo T. (2023) Understanding Domestic Violence Among Older Women in Ukraine: A Secondary Analysis Using Gender-Based Violence Screening Data. Journal of Interpersonal Violence [online. 15 Dec 2023.]